# Yunganastes fraudator
Espèce
Synonymes
- Eleutherodactylus fraudator Lynch & McDiarmid, 1987
- Pristimantis fraudator (Lynch & McDiarmid, 1987)

Statut de conservation UICN

 LC  : Préoccupation mineure
Yunganastes fraudator est une espèce d'amphibiens de la famille des Craugastoridae.

## Répartition
Cette espèce est endémique du département de Cochabamba en Bolivie. Elle se rencontre de la province de Chapare à La Siberia entre 2 050 et 2 900 m d'altitude.

## Publication originale
- Lynch & McDiarmid, 1987 : Two new species of Eleutherodactylus (Amphibia: Anura: Leptodactylidae) from Bolivia. Proceedings of the Biological Society of Washington, vol. 100, no 2, p. 337-346 (texte intégral).